# Міжнародний рік астрономії (срібна монета)
«Міжнаро́дний рік астроно́мії» — срібна пам'ятна монета номіналом 100 гривень, випущена Національним банком України. Присвячена Міжнародному року астрономії, яким ООН оголосила 2009 рік. Міжнародний рік астрономії — це мирна глобальна співпраця з метою дослідження загадок виникнення людства і нашого Всесвіту — тієї загальної спадщини, яка пов'язує всіх мешканців Землі.
Монету введено до обігу 15 червня 2009 року. Вона належить до серії «Інші монети».
Монета має другий найменший тираж (700 шт.) серед усіх срібних пам'ятних та ювілейних монет, які випустив Національний банк України. Найменший же тираж поміж монет зі срібла, на даний момент у монети 30 років незалежності України (500 шт).

## Опис та характеристики монети
| Номінал грн. | Метал            | Маса, грам | Діаметр, мм. | Якість виготовлення       | Гурт                           | Тираж, штук |
| ------------ | ---------------- | ---------- | ------------ | ------------------------- | ------------------------------ | ----------- |
| 100          | срібло 999 проби | 1000       | 100          | спеціальний анциркулейтед | гладкий із заглибленим написом | 700         |

### Аверс
На аверсі монети розміщено: угорі — малий Державний Герб України та рік карбування монети — «2009», під якими напис у три рядки — «НАЦІОНАЛЬНИЙ БАНК УКРАЇНИ», умовне зображення Сонячної системи, у якій третя від Сонця планета — Земля виконана блакитним топазом масою 0,2 карата; на тлі орбіт — армілярна сфера, класичний астрономічний прилад, що вживали для визначення координат небесних світил, під якою півколом у два рядки напис «100 ГРИВЕНЬ».

### Реверс
На реверсі монети на рельєфному тлі зображено: ліворуч Галілео Галілея (угорі), стилізовану середньовічну мініатюру спостереження за зоряним небом (унизу); праворуч — одну з галактик (угорі), радіотелескоп (унизу). На дзеркальному тлі монети зображено обсерваторію (унизу) та розміщено угорі написи — «МІЖНАРОДНИЙ» (півколом)/«РІК», у центрі композиції — напис «АСТРОНОМІЇ», у якому літеру «О» замінює зображення планети Сатурн.

## Автори

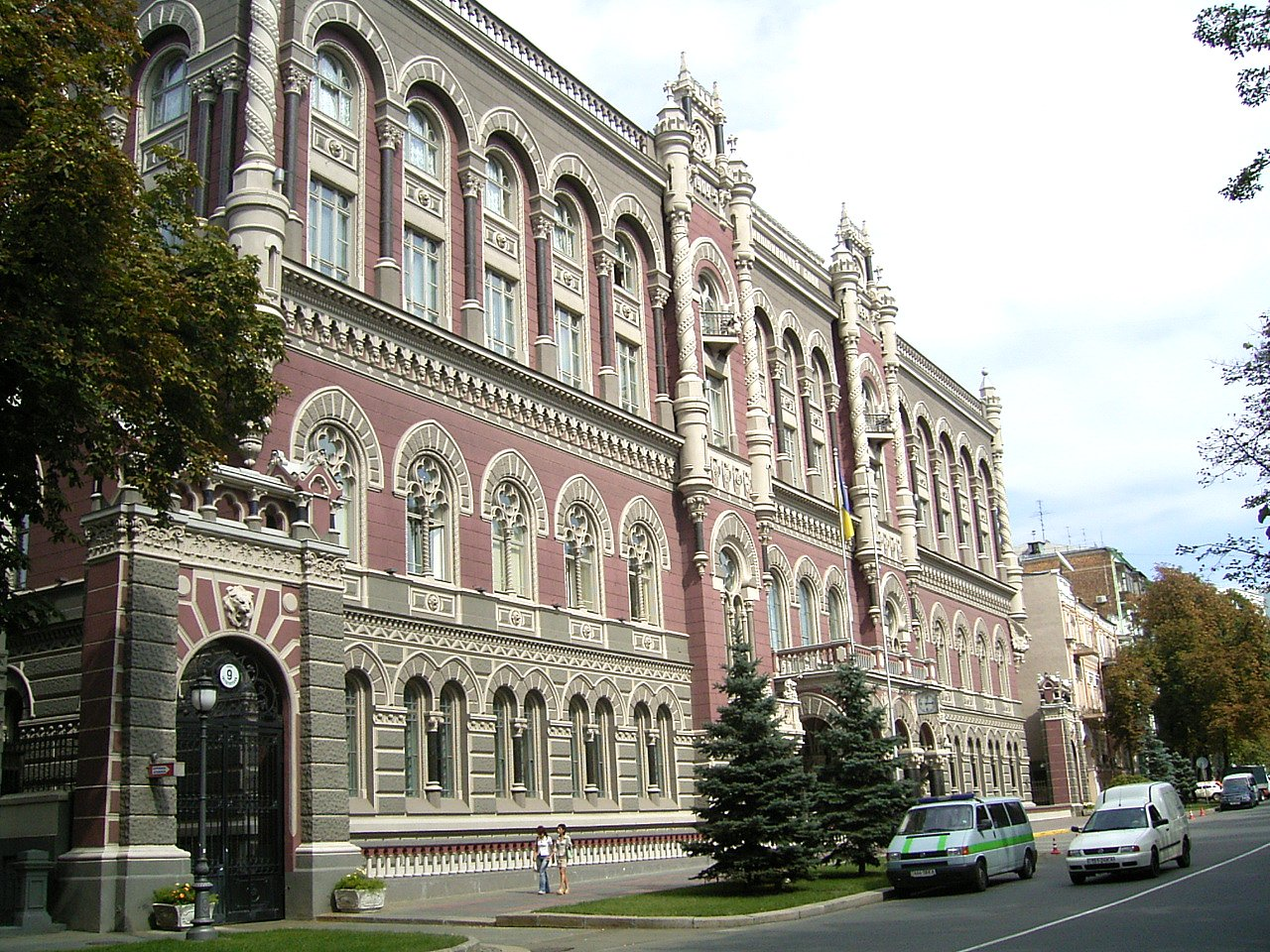
Будівля Національного банку України

- Художник — Володимир Дем'яненко.
- Скульптор — Володимир Дем'яненко.

## Вартість монети
Ціна монети — 23 043 гривні, була вказана на сайті Національного банку України 2018 року.
Фактична приблизна вартість монети з роками змінювалася так:
| Рік        | 2010   | 2011   | 2012   | 2013   | 2014   | 2015   | 2016   | 2017   | 2018   | 2019   |
| ---------- | ------ | ------ | ------ | ------ | ------ | ------ | ------ | ------ | ------ | ------ |
| Ціна, грн. | 14 000 | 14 000 | 15 000 | 17 000 | 15 000 | 19 000 | 24 000 | 30 000 | 35 000 | 31 000 |
| Рік        | 2020   | 2021   | 2022   | 2023   | 2024   | 2025   |        |        |        |        |
| Ціна, грн. | 28 000 | 41 000 | 40 000 | 78 000 | 95 000 | 95 000 |        |        |        |        |